# Tetarom II
Tetarom II (prescurtare de la Transilvania Echipamente și Tehnologii Avansate produse în România), este al 2-lea parc industrial creat de Consiliul Județean Cluj, țn administrarea TETAROM SA. Parcul are o suprafață de 12,00 ha și se află în municipiul Cluj-Napoca, pe Str. Emerson Nr. 2-4.
Parcul este ocupat integral de către compania Emerson SRL, reprezentantul în România al corporației americane EMERSON ELECTRIC. Compania Emerson a realizat aici o investiție de aproximativ 150  milioane euro, creând peste 2800 locuri de muncă. 
Acces: (distanța de Tetarom II) 
•E 60 (București – Budapesta) -11.7 km
•A3 (București - Cluj- Oradea) - 21.6 km
•Aeroportul Internațional Cluj - 4.6 km
Suprafață: 120,000 m2
Investiții: peste 150 mil. Euro
Locuri noi de muncă: ~ 2800 
Client: Emerson SRL

stadiu: 100% operațional
grad de ocupare: 100%